# Strachówko
Strachówko – wieś sołecka w Polsce położona w województwie mazowieckim, w powiecie płońskim, w gminie Płońsk. Leży nad Płonką.
We wsi znajduje się zabytkowy dwór rodziny Chamskich h. Jastrzębiec, bezprawnie odebrany prawowitym właścicielom, nawet w świetle ówczesnego komunistycznego prawa. Obecnie dwór nie posiada cech klasycystycznych, jest drewniany, otynkowany. Właścicielką majątku była Maria Chamska z domu Kotarska (zm. 1937). Ostatnią właścicielką dworu była Helena z Chamskich Mieczkowska, żona Stefana Mieczkowskiego z Dzierżanowa. 
W latach 1975–1998 miejscowość administracyjnie należała do województwa ciechanowskiego.